# Iglesia del Salvador (Culla)

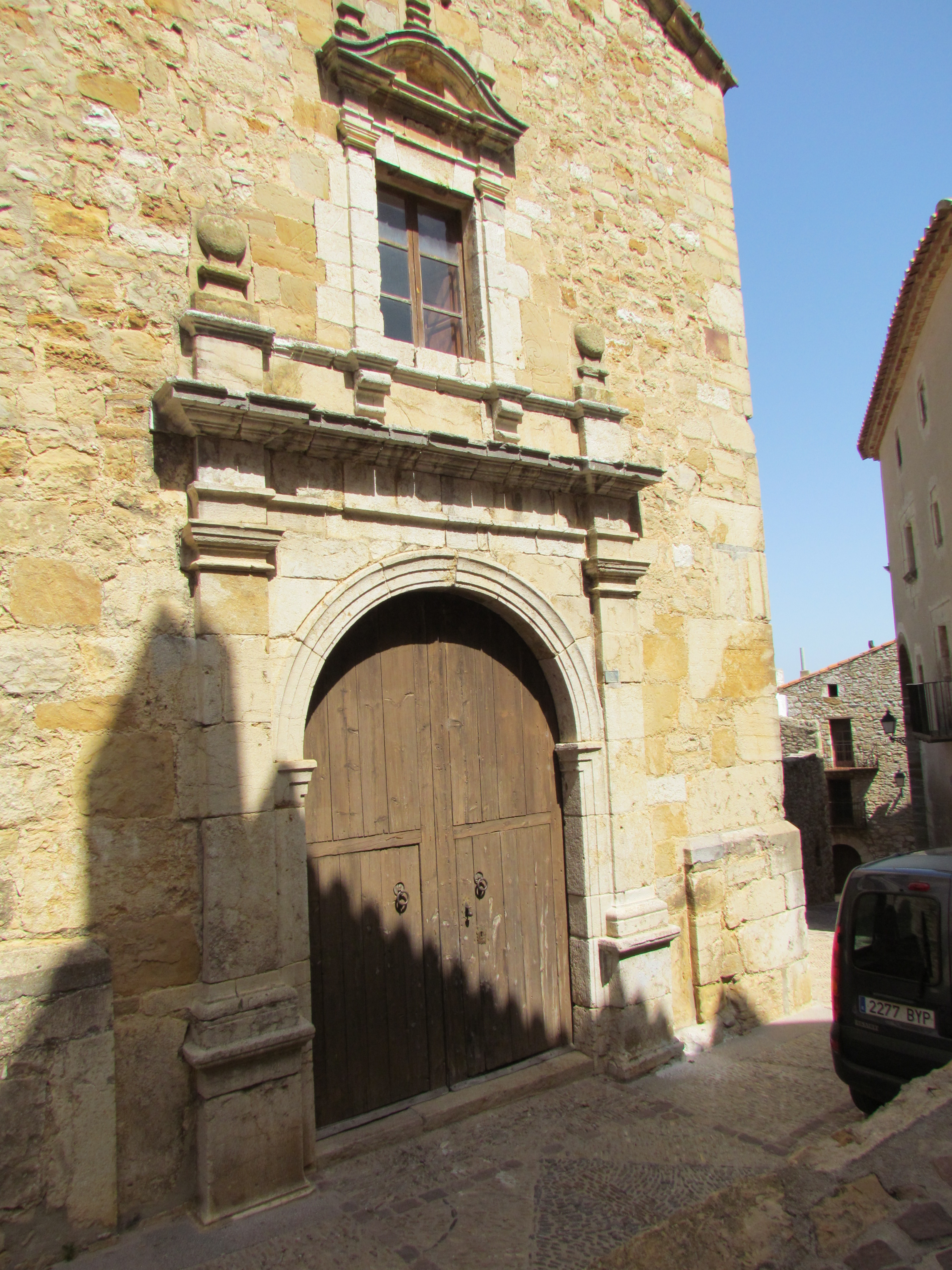
Fachada de la Iglesia de Culla.

La Iglesia Parroquial del Salvador de Culla, comarca del Alto Maestrazgo, en la provincia de Castellón, es una iglesia, de confesión católica,  datada de principios  del siglo XVIII, ubicada en el núcleo histórico de la localidad, en la calle Abadía.
Está catalogada como Bien de Relevancia Local, con código: 12.02.051-001, dentro del  Conjunto histórico de la localidad que está catalogado como Bien de Interés Cultural, tal y como consta en la Dirección General de Patrimonio Artístico de la Generalidad Valenciana.

## Descripción Histórico-artística
La iglesia se edificó sobre los restos de otra iglesia de anterior factura, iniciándose las obras a principios del siglo XVIII y llevándose a cabo su consagración en el año 1712.
En su interior destaca el retablo de San Roque, se trata de un tríptico en pintura del siglo XVI. La escena central plasma a la Sagrada Familia junto a San Juan y a una ángel. Por su parte, las puertas que son abatibles tienen en su interior figuras de San Vicente Ferrer  y de San Francisco.
También puede contemplarse una escultura gótica, del siglo XV,  de El Salvador, patrón de la localidad de Culla y al que está dedicada la iglesia. Según los autores esta escultura podría formar parte de la fachada de la anterior iglesia sobre la cual se edifica la actual. En el transcurso del conflicto bélico civil de 1936 la iglesia sufrió grandes desperfectos y la escultura quedó sin cabeza, pudiéndose recuperar más tarde (alrededor de 1976)  las piezas, de manera que se pudo realizar una reconstrucción. Se procedió a su restauración aprovechando la exposición “La Memoria Daurada de Morella” , que en el año 2003, se llevó a cabo en Morella, gracias a la colaboración entre  organismos  públicos, tales como la Diputación de Castellón, la  Conselleria de Cultura de la Generalidad Valenciana entre otros, entidades eclesiásticas tales como los Obispados de  Segorbe-Csstellón y de Tortosa, así como empresas privadas como Segorbe y empresas, como la Unión de Mutuas, Ibercaja, Telefónica, la Mancomunidad Turística del Maestrazgo,  etc.
Puede destacarse igualmente  la Pila bautismal gótica.
Junto a la Iglesia se encuentra la casa abadía,  perteneciente a la iglesia parroquial de El Salvador. Su origen se remonta  al siglo XIII, pero sufrió una importante readaptación en el siglo XVIII. Aprovechando la mejoras que se comenzaron para la inauguración de la exposición Pulchra Magistri , organizada por la Fundación  La Luz de las Imágenes, que se lleva a cabo de noviembre de 2013 a noviembre de 2014,  se llevó a cabo una intervención para que pudiera ser, junto a los espacios adosados al ábside, las sacristías y la transacristía (que también fueron intervenidos) parte del  museo parroquial , para exponer  bienes muebles de la iglesia y ofrecer la información histórica, artística y arquitectónica relativa a la evolución del edificio. En esta intervención se consiguió también adaptar  espacios para el archivo parroquial, con lo que al tiempo se conseguía  recuperar  y revalorizar lienzos de la muralla medieval de la localidad que se encontraban inmersos en la estructura del edificio de la casa abadía.